# 조성고등학교
조성고등학교(鳥城高等學校)는 전라남도 보성군 조성면에 있었던 공립 고등학교이다.

## 학교 연혁
- 1969년 3월 5일 : 조성종합고등학교로 개교
- 2013년 3월 1일 : 폐교 및 보성고등학교와 통합[1], 44년만에 폐업

## 같이 보기
- 조성중학교
- 전라남도의 폐교 목록